# Процес Габера — Боша
Проце́с Га́бера—Бо́ша, процес Га́бера (англ. Haber process) — промисловий метод синтезу аміаку з азоту й водню під тиском (більше 100 атмосфер) та при нагріванні (400—500 °C) в присутності каталізатора. Процес був розроблений німецькими вченими Фріцом Габером і Карлом Бошем.
Суміш азоту і водню пропускається через нагрітий каталізатор під високим тиском. При цьому за рахунок високого тиску рівновага в реакції N2 + 3H2 ↔ 2NH3 зміщується в бік аміаку.
Водень для отримання аміаку добувають з метану, обробляючи його водяною парою.

## Властивості процесу Габера
Важливою властивістю процесу Габера є його безвідходність. Реакція утворення аміаку з водню і азоту рівноважна та екзотермічна, тому при високих температурах (необхідних для досягнення прийнятної швидкості реакції) рівновага зміщується в бік азоту і водню, і вихід аміаку за один прохід каталізатора в промислових умовах не перевищує 14—16 %. Тому утворену суміш охолоджують до конденсації аміаку, рідкий аміак відділяють сепаратором, а решту суміші водню і азоту направляють на рециркуляцію — знову нагрівають і пропускають через каталізатор. Таким чином, у процесі Габера теоретичний вихід у реакції синтезу аміаку становить 100 %.